# Камышинский сельсовет (Сафакулевский район)
Камы́шинский сельсовет — упразднённые административно-территориальная единица и муниципальное образование со статусом сельского поселения в составе Сафакулевского района Курганской области.
Административный центр — село Камышное.
15 марта 2022 года сельсовет был упразднён в связи с преобразованием муниципального района в муниципальный округ.

## История
В соответствии с Законом Курганской области от 6 июля 2004 года № 419 сельсовет наделён статусом сельского поселения.

## Население
| 1989  | 2002  | 2004  | 2010  | 2012  | 2013  | 2014  |
| ----- | ----- | ----- | ----- | ----- | ----- | ----- |
| 1854  | ↘1660 | ↘1652 | ↘1248 | ↘1204 | ↘1172 | ↘1088 |
| 2015  | 2016  | 2017  | 2018  | 2019  | 2020  |       |
| ↘1022 | ↘962  | ↘932  | ↘912  | ↘882  | ↘859  |       |

## Состав сельского поселения
| № | Населённый пункт  | Тип населённого пункта       | Население |
| - | ----------------- | ---------------------------- | --------- |
| 1 | Большое Султаново | деревня                      | ↘333      |
| 2 | Камышное          | село, административный центр | ↘668      |
| 3 | Малое Султаново   | деревня                      | ↘56       |
| 4 | Озерная           | деревня                      | ↘139      |
| 5 | Покровка          | деревня                      | ↘52       |